# Арцизька волость
Арцизька волость — історична адміністративно-територіальна одиниця Аккерманського повіту Бессарабської губернії.
Станом на 1886 рік складалася з 4 поселень, 4 сільських громад. Населення — 5255 осіб (2612 чоловічої статі та 2643 — жіночої), 445 дворових господарств.
|                     | Площа, десятин | У тому числі орної, десятин |
| ------------------- | -------------- | --------------------------- |
| Сільських громад    | 16893          | 14036                       |
| Приватної власності | 150            | 150                         |
| Казенної власності  | —              | —                           |
| Іншої власності     | —              | —                           |
| Загалом             | 17043          | 13186                       |

Поселення волості:
- Старо-Арциз — колонія німців при річці Шага за 73 версти від повітового міста, 1503 особи, 122 дворів, молитовний будинок, поштова станція, лавка, 2 постоялих двори, 2 харчевні, 2 шинка, 2 винних погреби, базари через 2 тижні по вівторках.
- Бриєн — колонія німців при річці Когильник, 1658 особи, 130 дворів, молитовний будинок, школа, лавка.
- Ново-Арциз — колонія німців, 697 осіб, 63 двори, молитовний будинок, школа, лавка.
- Фріденсталь — колонія німців при річці Шага, 1397 осіб, 130 дворів, молитовний будинок, школа, лавка.